# Tessarobelus ordinarius
Tessarobelus ordinarius är en insektsart som beskrevs av Sunita Bhatti 1991. Tessarobelus ordinarius ingår i släktet Tessarobelus och familjen pärlsköldlöss.
Artens utbredningsområde är Nya Kaledonien. Inga underarter finns listade i Catalogue of Life.